# Orford, New Hampshire
Orford är en kommun (town) i Grafton County i delstaten New Hampshire, USA med 1 237 invånare (2010). Den har enligt United States Census Bureau en area på 124,4 km². 

## Kända personer från Orford
- Gilman Marston, politiker och general